# Jever (bière)

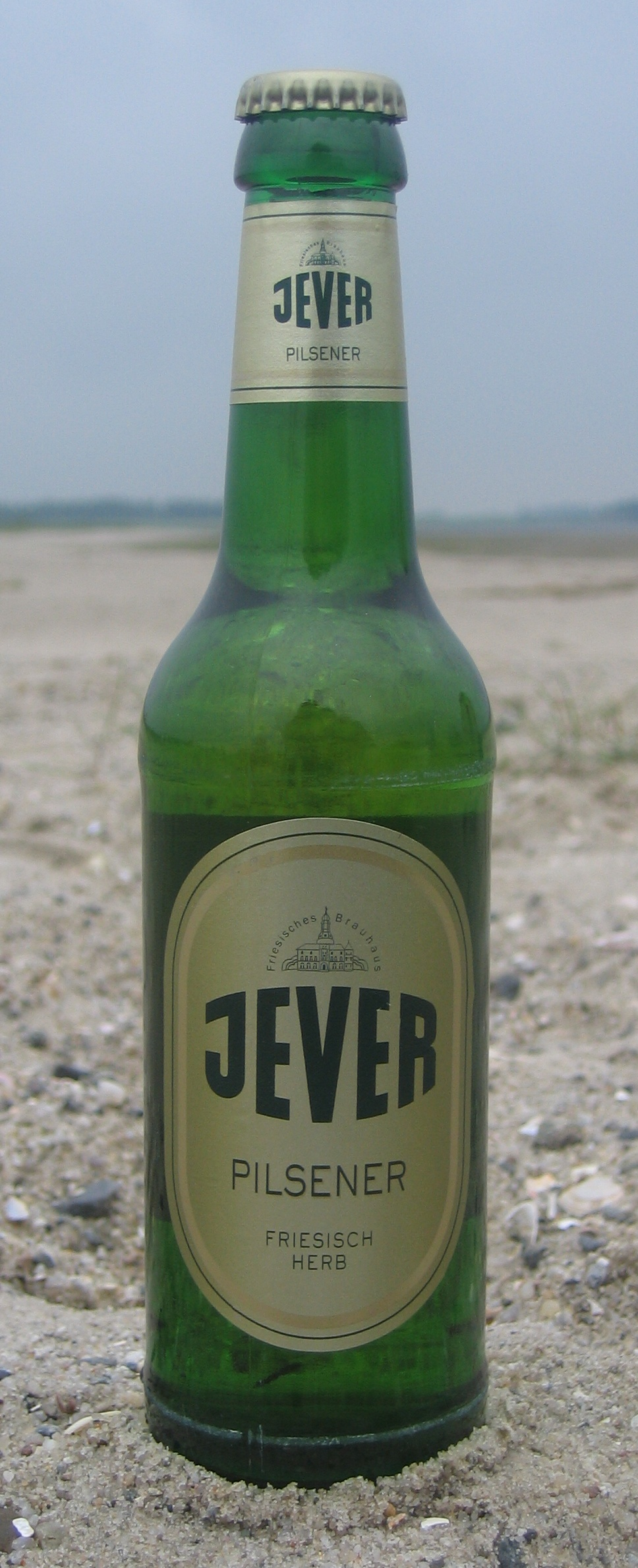
Une bouteille de 33cl

Jever est une bière allemande brassée depuis 1848 dans la Friesischen Brauhaus zu Jever. Son nom vient de la ville de Jever en Basse-Saxe, où est située la brasserie.

## Histoire

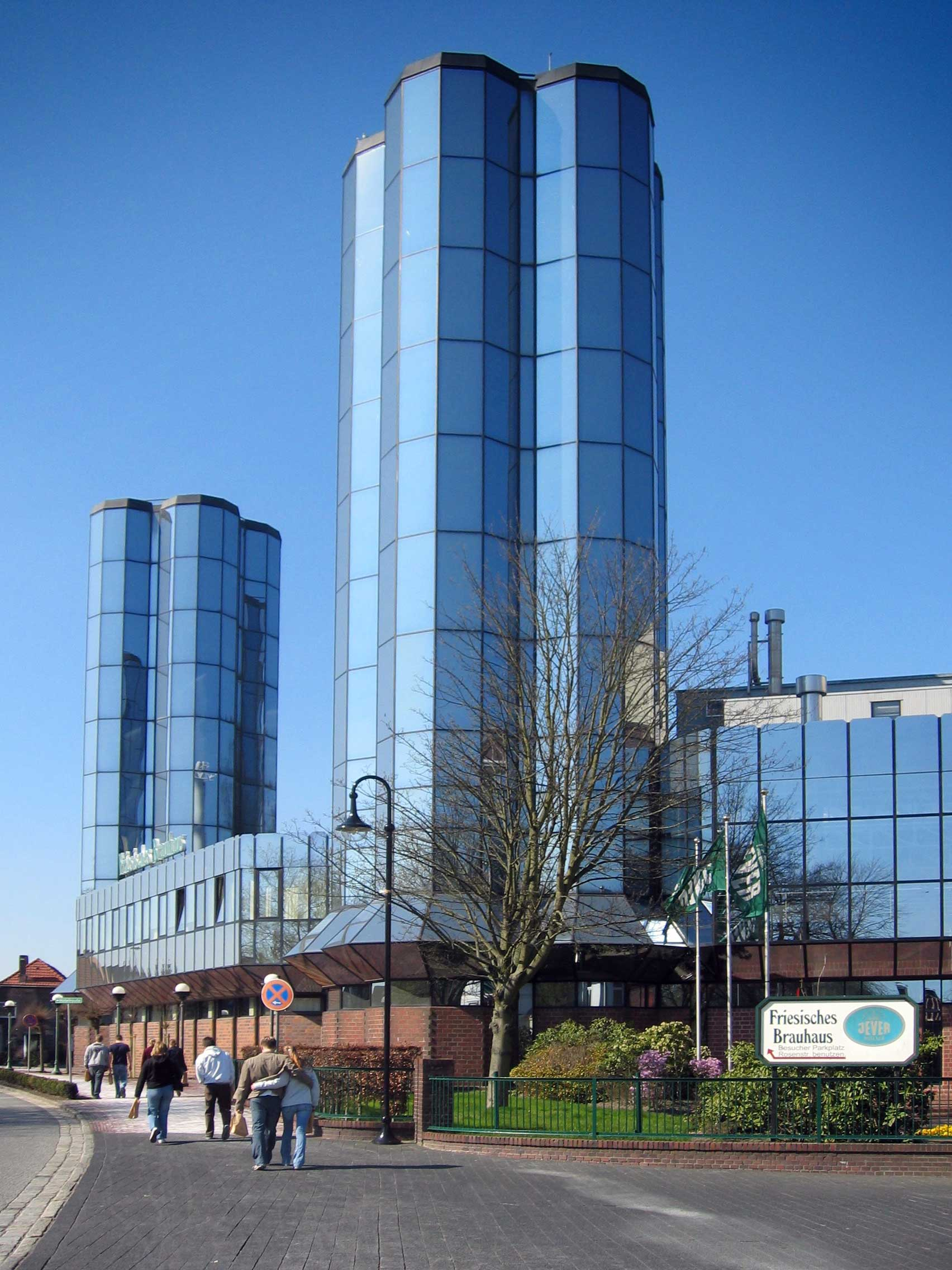
La brasserie, à Jever.